# نووسیولوفکا
نووسیولوفکا (انگلیسی: Novosyolovka) یک شهرک در بخش آلکسیفسکی استان بلگورود کشور روسیه است.